# Jorge Bravo

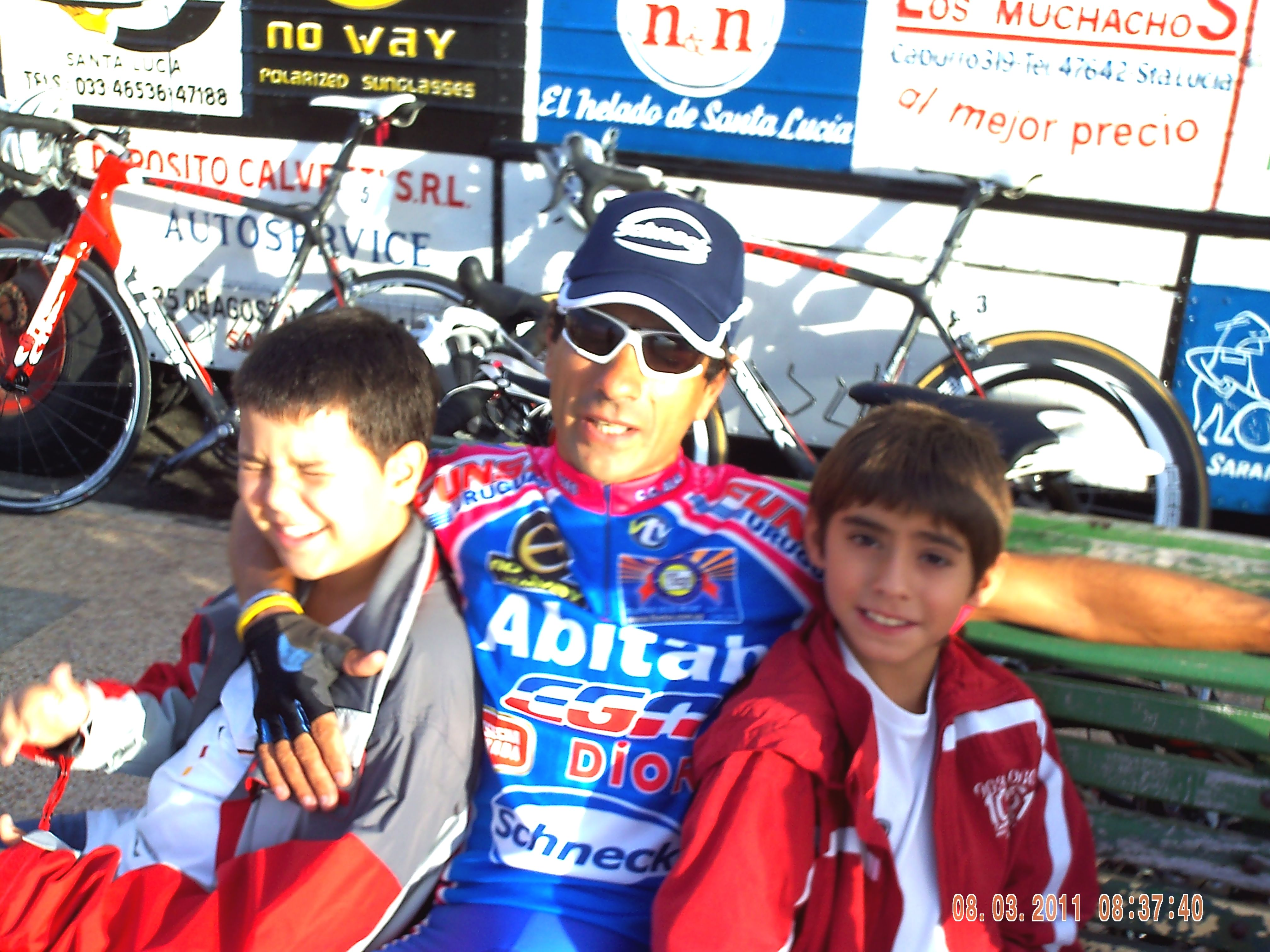
Jorge Bravo (2011)

Jorge Raúl Bravo Orona (* 28. November 1967 in Trinidad) ist ein uruguayischer Straßenradrennfahrer.
Jorge Bravo, der 1998 für Uruguay an den Südamerikaspielen teilnahm, wurde 2002 Zweiter in der Gesamtwertung bei der Rutas de América. Im nächsten Jahr gewann er die neunte Etappe bei der Vuelta Ciclista del Uruguay. 2007 gewann er dort wieder eine Etappe und konnte so auch die Gesamtwertung für sich entscheiden. Außerdem wurde er wieder Gesamtzweiter bei der Rutas de America. In der Saison 2009 konnte er das sechste und damit letzte Teilstück bei der Rutas de America für sich entscheiden.

## Erfolge
2003
- eine Etappe Vuelta Ciclista del Uruguay

2007
- eine Etappe und Gesamtwertung Vuelta Ciclista del Uruguay

2009
- eine Etappe Rutas de América

2016
- Mannschaftszeitfahren Vuelta Ciclista del Uruguay

## Teams
- 2002 Club Atlético Peñarol
- 2005 Club Atlético Villa Teresa
- 2010–2012 Alas Rojas de Santa Lucía
- 2013 Schneck-Alas Rojas
- 2014 Schneck-Alas Rojas[1]
- 2015 Schneck Alas Rojas
- 2016 Schneck Alas Rojas